# Protestas en Argelia de 2010-2012
Las protestas de Argelia de 2011 fueron una serie de protestas que tuvieron lugar en Argelia desde diciembre de 2010. Las causas citadas por los manifestantes son el desempleo, la falta de vivienda, la inflación en el precio de los alimentos, la corrupción, la falta de libertad de expresión y las pobres condiciones de vida.
En años anteriores, el pueblo argelino, sobre todo los jóvenes, habían realizado una serie de protestas y manifestaciones de menor escala, pero a partir de diciembre de 2010 las protestas y disturbios se generalizaron abarcando todo el territorio nacional, y provocando alarma en el gobierno ante el impacto en la prensa internacional y el temor de convertir a Argelia en una extensión de la Primavera Árabe que termine con un nuevo gobierno como ya había ocurrido en otros países.
Los partidos de la oposición empezaron a organizar manifestaciones multitudinarias sin permiso gubernamental que fueron sofocadas en gran parte por la ilegalización de las mismas, para lo cual el gobierno utilizó la declaración del Estado de Emergencia, a lo que se acompañaron medidas económicas que implicaban la bajada de precios de los alimentos de primera necesidad, sin embargo las reivindicaciones del pueblo argelino tomaron un carácter individual mediante inmolaciones que se sucedieron como un cuentagotas de duras e impactantes noticias diarias, dichas inmolaciones en su mayoría se realizaron frente a edificios del gobierno, ya que la protesta se centraba en las actitudes gubernamentales de tipo dictatorial.
La actualidad socio-política de Argelia no puede entenderse sin rememorar su historia, comenzando por una colonización francesa desde 1830 a 1962 y una cruenta guerra de independencia que duró 8 años y donde murieron algo más de un millón de argelinos, a la que sigue la creación de la República Argelina Democrática y Popular, que se inicia con una Constitución con tintes socialista y de partido único, el Frente de Liberación Nacional, luego sobreviene un largo periplo de gobiernos presidencialistas autoritarios, golpes de estado gestados por militares, y en medio de tal crisis política, una guerra civil y la denominada Primavera Argelina de 1988. Este tránsito de la República Argelina, debido a la falta de libertades de todo tipo y a una pésima gestión socio-económica por parte del estado, ha mantenido al pueblo argelino entre períodos de represión, sumisión y levantamientos sociales.
La realidad argelina es la de una democracia de fachada, ya que nunca ha alcanzado siquiera el estatus de una democracia procesal; que ni siquiera tuvo un cambio real con la denominada Primavera Argelina producto de las revueltas populares del mes de octubre de 1988, como en todos los levantamientos protagonizados por el pueblo argelino, la esperanza de cambio se diluyó rápidamente. Es así que se podría definir la situación de Argelia como una colonización política organizada por sus propios compatriotas aposentados en el poder.
Argelia desde su independencia se ha convertido en un feudo constante de la gerontocracia, incluso el multipartidismo no trajo más que más de lo mismo, y es que la conexión de las viejas facciones del Frente de Liberación Nacional con las Fuerzas Armadas siempre han dado al traste con las propuestas de cambio y mejoras políticas para un pueblo que ansía la libertad y los derechos que solo logran ver en el extranjero por televisión.

## Protestas por el alza de precios

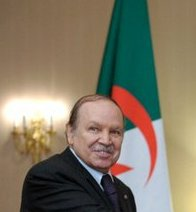
Abdelaziz Buteflika, líder de Argelia entre 1999 y 2019. Imagen de 2009.

El 3 de enero se han organizado varias protestas por toda Argelia, debido al alza de los precios de los productos básicos, resultando así la muerte de 3 personas y 400 heridos según Daho Ould Kablia, ministro del Interior argelino. Además, según el balance oficial, unos 320 policías y cerca de un centenar de manifestantes han resultado heridos en los enfrentamientos registrados desde que el martes comenzaran los disturbios en Orán, capital del oeste argelino. En la jornada de hoy, reinó una calma precaria en la práctica totalidad de las regiones de Argelia escenario de disturbios, a excepción de algunas localidades en la Cabilia y en la provincia de Annaba, en el este del país, donde continuaron los problemas. La televisión estatal difunde imágenes de desolación, de escuelas y centros culturales totalmente destruidos por el fuego, de vehículos quemados y de comercios objeto de pillajes. Las protestas y manifestaciones que comenzaron como una pacífica forma de reivindicación del pueblo argelino ante la escalada de precios de los alimentos de primera necesidad, se han ido transformado en extensos actos de vandalismo y asalto de comercios, por el nulo compromiso por parte del gobierno para mejorar las condiciones económicas que viven los argelinos. 
Si bien reconoció que el poder adquisitivo de la población ha pasado una dura prueba y que los últimos aumentos de los precios de los productos básicos son "injustificados e inaceptables", el ministro de Interior calificó de "criminales" los actos de sabotaje y saqueo.
Anunció que las investigaciones al respecto están curso y que los autores de estos hechos que sean pillados en flagrante delito o filmados por cámaras de seguridad serán castigados por la ley.
Por otra parte, hoy se reunió un consejo interministerial, encabezado por el jefe del Gobierno Ahmed Ouyahia, que adoptó diferentes medidas con objeto de frenar el alza de los precios.
El gobierno de Argelia históricamente ha demostrado una nula sensibilidad ante la situación socio-económica del pueblo argelino, permitiendo esta vez el alza indiscriminada de los precios de productos de primera necesidad, sobre todo el aceite y el azúcar; y paralelamente ha demostrado no tener capacidad estructural para controlar las manifestaciones y la transformación de estas en justificación de pillaje, sabotajes y ataques a la propiedad privada.
Además es un absurdo económico que un estado que cuenta con una riqueza natural en su subsuelo que incluye gas, petróleo, fosfatos, hierro, zinc, plata y cobre, no haya revertido dicha riqueza en una mejora del sistema productivo del país; que todo ese potencial no haya sido utilizado para configurar un tejido macroeconómico que haya convertido a Argelia en un país elaborador de productos terminados y no solo un país productor de materias primas.
Argelia a pesar de la enorme riqueza sobre la que está asentada, tiene serios problemas estructurales en su economía interior, pues existe una gran inestabilidad en los ingresos familiares, principalmente porque hay un alto índice de paro entre los jóvenes (21% - duplica la media nacional), y esto es muy serio, pues la mayor parte de su población son jóvenes. Además en un país de amplia extensión desértica, solo un 14% de la población se dedica a la agricultura, con el consiguiente encarecimiento de dichos productos. La realidad es que hay mucha riqueza pero en manos del gobierno de turno, muy pocas manos y sobre todo que por corrupción o negligencia beneficia a muy pocos argelinos.

## Protestas por una Argelia democrática
El 23 de enero una tentativa de manifestación en favor de la democracia, impedida por la policía por no estar autorizada, dejó varios heridos en pleno centro de Argel, 19 según la policía y 42 según la oposición que organizó el movimiento. 
Said Sadi, presidente de la Reunión por la Cultura y la Democracia (RCD) organizador de la manifestación, indicó que "hubo 42 heridos, dos de ellos graves, todos hospitalizados, y numerosos arrestos" delante de la sede de su partido donde sus partidarios se habían dado cita antes de una marcha prevista hasta el Parlamento, informó AFP. 
Según el ministerio del Interior, 19 personas quedaron heridas, 11 de ellas manifestantes y transeúntes, y ocho policías, dos de los cuales están en estado grave, precisó en un comunicado publicado por la agencia de noticias APS. 
Algunos manifestantes, enarbolando banderas argelinas y también de la Túnez vecina, donde hace una semana la población derrocó la dictadura de 23 años, gritaban: "Estado asesino, Argelia libre, Argelia democrática". 
Unas 300 personas quedaron bloqueadas por cientos de policías armados de garrotes, escudos y gases lacrimógenos, delante de la sede del RCD.
La Primavera Árabe, se dio de forma diversa en los diferentes países del norte de África, y en el caso de Argelia, esta sufrió los alzamiento del pueblo por motivos internos diferenciados de sus vecinos, aunque ese fervor de sus vecinos en acontecimientos similares, le brindó a la oposición la fuerza necesaria para plantear un camino similar al de Túnez, en su objetivo de derrocar el gobierno argelino.

## Inmolaciones
- 14 de enero:
  - Said H. (26 años de edad, soltero, desempleado), frente a las oficinas de la Seguridad Urbana en Jijel, trasladado al hospital sin permitirse visitas.[5]

- 15 de enero:
  - Senouci Touati (34 años, desempleado), en Mostaganem - no había oído hablar de los últimos casos de Argelia. Frustrado por lo que consideraba una baja injustificada del ejército sin una pensión.[6]

- 16 de enero:
  - Alrededor de 20 harragas (aspirantes a emigrantes ilegales) de Annaba intentaron poner su barco en llamas al ser abordados por la guardia costera. Se logró extinguir el incendio, pero el destino de dos de las personas que viajaban en el barco siniestrado es desconocido.[7]
  - Mehanaine Karim (38 años de edad bombero, padre de tres hijos), amenazó con quemarse usando dos botellas de gasolina en el parque de bomberos en Oum El Bouaghi después de que se le notificó que sería enviado a Illizi (en el extremo sur de Argelia). Fue disuadido por el gobernador local antes de incendiarse.[8]

- 17 de enero:
  - Fátima (una mujer de 50 años), intentó quemarse frente al ayuntamiento de Sidi Ali Benyoub cerca de Sidi Bel Abbes - disuadida con éxito antes de encender el fuego. Ella había estado viviendo con sus hermanos  -con quienes no se llevaba bien- y había pedido en repetidas ocasiones una vivienda sin éxito. Ella decidió prenderse fuego después de que su madre fuera "humillada" por las autoridades de la ciudad mientras le pedía una vivienda para Fátima.[9]
  - Maamir Lotfi (36 años de edad, padre de cuatro desempleados), intentó inmolarse frente al ayuntamiento de El Oued. Había pedido, sin éxito, una cita con el gobernador. Fue trasladado al hospital con quemaduras de segundo grado.[10]

- 18 de enero:
  - Karim Benidine (35 años de edad, soltero, con problemas mentales), frente al ayuntamiento de Dellys, críticamente quemado y trasladado al hospital.[11] Él murió a causa de sus quemaduras el 22 de enero en el hospital Douera en Argel.[12]
  - Un joven (23 años), en Berriane en el Sahara, intentó quemarse frente a una oficina de departamentos. Resultó con solo quemaduras leves en su pie derecho.[13]

- 19 de enero:
  - Afif Hadri (37 años, padre de seis hijos), en El Oued , salvado a tiempo por los espectadores.[14]
  - Seguir G. (54 años de edad, ciego y discapacitado), en M'Sila, se cubrió de una bandera de Argelia y roció a sí mismo, su hijo de 11 años, y su hija de 8 años con gasolina mientras estaba de pie delante de la provincia de seguridad, amenazando con prenderse fuego. Después de una hora de tensas negociaciones con un funcionario, dejó que los niños se fueran y trató de encenderse en llamas. Los espectadores lograron detener el fuego y lo llevaron al hospital. Según se informa, la provocación inmediata fue que su familia fue privada de electricidad por Sonelgaz incluso después de que logró reunir el dinero para pagar la cuenta.[15]
  - KL (26 años), en el interior del tribunal de Ras El Oued, cerca de Bordj Bou Arreridj, después de que las autoridades se negaran a devolverle su motocicleta, que fue confiscada después de un accidente, fue detenido rápidamente, y sobrevivió con solo quemaduras leves.[16]

El Ministerio de Asuntos Religiosos respondió a esta ola de auto-inmolaciones, dedicando los sermones del viernes 21 de enero al advertencias de la paciencia y los recordatorios de que el suicidio está prohibido en el islam. Sin embargo, algunos casos siguieron recibiendo informes de los próximos días:
- 23 de enero:
  - Un adolescente de Oued Taourrira cerca de Sidi Bel Abbes se prendió fuego, al parecer después de un altercado familiar.[18]

- 25 de enero:
  - Kamel Bouria (bombero de 38 años de edad, padre de un hijo), en Oum El Bouaghi, se prendió fuego en el lugar de trabajo como consecuencia de dificultades. Otro bombero en la misma estación, Karim Mehanaine, había amenazado con hacer lo mismo unos días antes, pero fue disuadido.[19]

Se evidencia en todos los casos de inmolaciones que existe un último detonante que trastorna definitivamente el apego social y la voluntad de seguir soportando toda una serie de carencias políticas, sociales y económicas por parte de los individuos; reconociendo el pueblo la responsabilidad de dichas falencias en el gobierno actual de Argelia.

## Levantamiento del Estado de emergencia
Grupos opositores de Argelia dijeron que seguirían adelante con protestas planeadas para la próxima semana, pese a promesas del presidente de cumplir con algunas de sus demandas y permitir más libertades políticas.
El presidente Abdelaziz Bouteflika, dispuesto a evitar que los levantamientos en Egipto y Túnez se propaguen a su país exportador de energía, dijo el jueves que daría tiempo a la oposición para que aparezca en televisión y que pronto levantaría un estado de emergencia que lleva 19 años. "Creo que vamos a marchar ya que las nuevas medidas de Bouteflika no nos convencen", dijo Rachid Malawi, presidente de la Unión Independiente de Empleados Públicos y uno de los organizadores de la protesta. "Yo no creo que este Gobierno sea serio sobre la implementación de la democracia en Argelia", indicó a Reuters. Es evidente que un estado de excepción de 19 años, no es una democracia, sino una dictadura largamente prolongada.
Una coalición de grupos de la sociedad civil, pequeños sindicatos y algunos partidos de la oposición planean marchar como protesta en la capital el 12 de febrero para demandar un cambio de Gobierno y reformas que incluyen el levantamiento de los poderes de emergencia.
La protesta no está respaldada por los principales sindicatos de Argelia o las mayores fuerzas opositoras: el partido FFS y agrupaciones islámicas que fueron prohibidas a principios de la década de 1990, pero aún tienen cierta influencia.
Funcionarios dijeron que no se otorgará permiso para realizar una marcha por razones de orden público, posiblemente fijando el escenario para que se establezcan enfrentamientos con la policía antidisturbios.
Autoridades han dicho que los manifestantes pueden realizar una protesta en una sede designada. "Vamos a marchar debido a que Bouteflika no aceptará nuestra demanda de levantar el estado de emergencia sin condiciones", dijo Mohsen Belabes, un portavoz del partido de la oposición RCD.

## 12 de febrero
La marcha prevista para el próximo 12 de febrero en la capital Argel para exigir el levantamiento del estado de excepción y de las restricciones sobre las libertades se mantiene a pesar de la prohibición, anunciaron hoy sus organizadores.
En el transcurso de una reunión celebrada hoy en Argel, la Coordinadora para el Cambio y la Democracia (CNCD) que agrupa a dos partidos de la oposición así como a algunas asociaciones ha afirmado que, en cualquier caso, la manifestación tendrá lugar.
Los organizadores presentaron a mitad de esta semana una demanda ante la administración para que autorizase esta marcha pero hasta ahora no han recibido respuesta.
No obstante, el presidente Abdelaziz Bouteflika recordó que las manifestaciones y las aglomeraciones en las calles están prohibidas por "consideraciones de orden público".
Además del jefe del Estado, el ministro del Interior, Daho Ould Kablia y el vice-primer ministro, Yazid Zerhoyuni, recordaron asimismo que las manifestaciones en Argel están prohibidas por "temor a los riesgos de descontrol". 
Esgrimir el orden público como justificación para refrenar las manifestaciones, demuestra la falta de ideas y de convicción del gobierno de Boteflika, que no logra contener el levantamiento de un pueblo que tras perder sus más elementales libertadas políticas, ha terminado perdiendo la capacidad económica para alimentarse, y si hay algo peligroso para un gobierno es un pueblo al que ya no le queda nada por perder.
La frase “Cuando a un pueblo le quitan todo, también le quitan el miedo” define perfectamente la corriente de insurrecciones ante el poder estatal del pueblo argelino, se han cansado de promesas y esperanzas que siempre vienen pero nunca llegan. La Primavera Árabe se inició en Argelia en 1988, se reeditó en 2011 y volverá a reactivarse, cada vez con más fuerza, porque Argelia es una nación con una sociedad muy joven, y la paciencia nunca ha sido una virtud de la juventud, que seguirán buscando la libertad, los derechos, las oportunidades y la paz que entienden se merecen.